# Рада євроатлантичного партнерства

Члени-учасники Ради євроатлантичного партнерства

Рада євроатлантичного партнерства (РЄАП) (англ. Euro-Atlantic Partnership Council, фр. Conseil de partenariat euro-atlantique) — це загальна політична структура НАТО, у межах якої розвивається співпраця між НАТО та країнами-партнерами на Євроатлантичному просторі, а також двосторонні відносини між НАТО та окремими країнами-партнерами, що беруть участь у програмі «Партнерство заради миру». Це багатосторонній форум, який об'єднує 50 країн, з метою забезпечити процес діалогу та консультацій з питань політики і безпеки серед країн-членів НАТО та країн-партнерів.
РЄАП складається з 32 країн-членів Альянсу та 18 країн-партнерів.

## Історія
РЄАП була заснована у 1997 році, прийшовши на зміну Раді північноатлантичного співробітництва, що була організована у 1991 році, одразу після закінчення Холодної війни. Рішення щодо започаткування РЄАП, ухвалене лідерами країн-членів Альянсу під час Мадридського саміту, відбивало прагнення вийти за рамки РПАС (Рада північноатлантичного співробітництва) та створити такий форум з питань безпеки, який би відповідав стану відносин з країнами-партнерами, що ставали дедалі більш розгалуженими як у рамках «Партнерства заради миру», так і у контексті проведення миротворчих операцій під проводом НАТО у Боснії та Герцеговині. До органу, який не був більше зосереджений виключно на відносинах з колишніми супротивниками Альянсу увійшли такі традиційно нейтральні країни, як Австрія, Фінляндія, Швеція та Швейцарія. На Мадридському саміті були також ухвалені заходи, спрямовані на підсилення ПЗМ шляхом надання програмі оперативнішої ролі. Ключовою метою було гарантування країнам-партнерам ширших можливостей для участі у процесі ухвалення рішень з усього кола заходів партнерства, підсилення їхньої ролі у процесі планування, а також з метою зміцнення процесу політичних консультацій. Наступні кроки, спрямовані на підсилення ПЗМ та, зокрема, оперативних аспектів програми, були визначені під час Вашингтонського саміту 1999 року, коли лідери країн РЄАП ухвалили звіт під назвою: «На шляху до партнерства ХХІ століття — поглибленого та більш оперативного партнерства». Прийняте в 1997 році рішення про створення РЄАП ознаменувало визнання Альянсом того факту, що прийшов час рухатись далі, виходити за межі досягнутого Радою північноатлантичного співробітництва, і будувати форум безпеки, який відповідав би дедалі більш розвинутим відносинам, що складались з партнерами в рамках програми ПЗМ. Прикладом рівня досягнутої співпраці стала операція з підтримання миру під проводом НАТО в Боснії та Герцеговині, в якій в 1996 році взяли участь підрозділи з 14 країн-партнерів, що служили поряд зі своїми колегами з Альянсу. Перехід від РПАС до РЄАП доповнив паралельні кроки з посилення ролі Партнерства заради миру, які полягали у дедалі активнішому залученні країн-партнерів до прийняття рішень і планування усього спектра діяльності партнерства.

## Регламент роботи
У РЄАП відбуваються довгострокові консультації та співробітництво із широкого кола питань у рамках Робочої програми євроатлантичного партнерства.
Зокрема, до цих питань належать:
- операції з врегулювання кризових ситуацій та підтримання миру;
- регіональні питання;
- контроль над озброєннями та питання розповсюдження зброї масового знищення;
- міжнародний тероризм;
- питання оборони;
- планування та формування спільного бюджету;
- розробка політики та стратегії;
- планування дій на випадок надзвичайних ситуацій цивільного характеру та забезпечення готовності до реагування на природні лиха та катастрофи;
- співпраця у галузі озброєнь;
- ядерна безпека;
- координація управління повітряним рухом цивільними та військовими органами;
- наукова співпраця.

Окрім вище перерахованих, РЄАП запровадила ініціативи для сприяння та координації практичної співпраці та обміну досвідом у ключових галузях, які включають боротьбу з тероризмом, охорону кордонів та інші питання, пов'язані із розповсюдженням зброї масового знищення, стрілецької та легкої зброї.
Засідання РЄАП проводяться щомісяця на рівні послів, щорічно — на рівні міністрів закордонних справ або міністрів оборони та начальників штабів збройних сил, а також час від часу на рівні саміту.

## Завдання
Члени РЄАП постійно обмінюються точками зору щодо поточних політичних і безпекових питань, включаючи безпекову ситуацію в Косово й Афганістані, яка постійно розвивається, де розгорнуті пліч-о-пліч миротворчі підрозділи від країн-членів Альянсу та країн-партнерів. Також мають місце багаторічні консультації та співробітництво з широкого кола питань.

## Участь України у діяльності РЄАП
Приєднавшись 10 березня 1992 р. до РПАС, Україна підтримала створення Північноатлантичним Альянсом цього унікального форуму, вбачаючи в ньому важливий механізм регулярних консультацій між НАТО і колишніми членами Організації Варшавського Договору, а також новими незалежними державами, що утворилися після розпаду Радянського Союзу, з широкого кола політичних питань та питань загальноєвропейської і регіональної безпеки.
В сучасних умовах розвитку міжнародних відносин, Україна розглядає РЄАП як оптимальний механізм взаємодії НАТО з її партнерами, а також останніх між собою. Механізми РЄАП дозволяють партнерам брати також безпосередню участь у процесі вироблення та прийняття рішень.
Україна виступає за подальше зміцнення процесу консультацій і співробітництва в рамках РЄАП і, з огляду на її майбутнє, розглядає РЄАП як орган постійного діалогу між НАТО та її партнерами. Україна вбачає також певні координуючі функції РЄАП, що намітились після поглиблення Програми «Партнерство заради миру», і підтримуватиме досягнення у відносинах між РЄАП і програмою ПЗМ максимальної продуктивності та ефективності щодо партнерської діяльності і практичного співробітництва.
Як активний член РЄАП, Україна концентрує свою увагу на таких основних напрямках її діяльності:
- політичні питання та питання, що стосуються безпеки;
- консультації з політичного планування;
- економічні питання (конверсія військового виробництва, включаючи її соціальний вимір, аспекти безпеки в економічному розвитку, витрати на оборону та оборонний бюджет);
- наука;
- «виклики сучасному суспільству»;
- інформаційна діяльність;
- миротворчі операції;
- врегулювання кризових ситуацій цивільного характеру тощо